# 櫻井淳
櫻井 淳（さくらい じゅん、1930年3月16日 - ）は、日本の情報学者・図書館情報学者・人文社会情報学者。元政治家。元地方公務員。理学博士、経済学博士、法学博士、教養学博士。道都大学名誉総長。北海道室蘭市出身。

## 経歴

### 学歴
- 1948年（昭和23年）3月 - 室蘭工業高等学校機械科卒業
- 1949年（昭和24年） - 各種学校北海学院に入学[1]
- 1950年（昭和25年） - 日本大学経済学部に編入学[2]
- 1953年（昭和28年）3月 - 日本大学経済学部経済学科卒業[3]

### 職歴
- 1948年（昭和23年） - 日本国有鉄道入社[4]
- 1953年（昭和28年） - 北海道庁に入庁
- 1959年（昭和34年） - 札幌市議会議員に当選[5]
- 1964年（昭和39年） - 学校法人北海道産業学園設立。同副理事長。
- 1966年（昭和41年） - 北海道産業短期大学教授
- 1973年（昭和48年） - 北海道産業専門学校2代学校長
- 1974年（昭和49年） - 学校法人北海道産業学園2代理事長。道都短期大学2代学長
- 1978年（昭和53年） - 道都大学学長
- 1984年（昭和59年） - 道都大学総長[6]
- 2011年（平成23年） - 道都大学名誉総長。同名誉教授[7]。学校法人北海道櫻井産業学園理事
- 2013年（平成25年） - 同理事退任

## 専門（研究・活動内容等）

### 研究概要
ユビキタス社会の理想と現実について

#### 研究分野
- 図書館情報学・人文社会情報学

#### 研究テーマ
- 企業会計及び経営分析の研究

## 受賞・学術賞
- 1978年（昭和53年） - 韓国慶煕大学校・学術功労賞受賞
- 1994年（平成6年） - 藍綬褒章受章
- 2000年（平成12年） - 勲二等瑞宝章受章

## 所属学会
- 情報処理学会

## その他の活動
- 社団法人 全日本学生柔道連盟副会長を経て、現・顧問
- 社団法人 北海道柔道連盟副会長を経て、現・顧問
- 社団法人 北海道学生柔道連盟会長を経て、現・名誉顧問
- 社団法人 札幌柔道連盟会長を経て、現・名誉顧問
- 日本学生チアリーディング連盟会長
- 北海道地区学生野球連盟会長

## エピソード
- 各種学校北海学院に入学後、当時教員をしていた阿部利雄と出会い、後に学校法人北海道産業学園の設立に参画してもらうことになった[8]。
- 創立者であり瑞宝章を受章したことを記念して大学構内に銅像が建立された[9]。